# Посёлок совхоза «АМО»
Посёлок совхоза «АМО», Совхоза «АМО» — посёлок в Новоаннинском районе Волгоградской области России, административный центр Амовского сельского поселения.
Население — 782 (2010)

## История
Основан в 1928 году в связи с организацией на землях бывшего помещика Жеребцова совхоза «АМО». С 1928 года в составе Новоаннинского района Хопёрского округа (упразднён в 1930 году) Нижне-Волжского края (с 1934 года — Сталинградского края, с 1936 года Сталинградской области)
В 1934 году совхоз «АМО» был разукрупнен, из него было выделено 4 новых совхоза. К 1940 году совхоз «АМО» был полностью укомплектован постоянными рабочими, трактористами, комбайнёрами и шоферами. В его отделения было проведено электричество, построены: элеватор, нефтебаза, детский сад на 3 групповые комнаты.

## Общая физико-географическая характеристика
Посёлок находится в степной местности, в пределах Хопёрско-Бузулукской равнины, являющейся южным окончанием Окско-Донской низменности, при балке Перевозинка (левый приток реки Бузулук). Центр хутора расположен на высоте около 140 метров над уровнем моря. Почвы — чернозёмы обыкновенные.
Автомобильной дорогой хутор связан с посёлком Панфилово (4 км). По автомобильным дорогам расстояние до областного центра города Волгоград составляет 240 км, до районного центра города Новоаннинский — 42 км. Ближайшая железнодорожная станция расположена в посёлке Панфилово.
Климат
Климат умеренный континентальный (согласно классификации климатов Кёппена — Dfb). Многолетняя норма осадков — 447 мм. В течение города количество выпадающих атмосферных осадков распределяется относительно равномерно: наибольшее количество осадков выпадает в июне — 52 мм, наименьшее в феврале и марте — по 24 мм. Среднегодовая температура положительная и составляет + 6,7 °С, средняя температура самого холодного месяца января −9,2 °С, самого жаркого месяца июля +21,7 °С.
Часовой пояс
Посёлок совхоза "АМО", как и вся Волгоградская область, находится в часовой зоне МСК (московское время). Смещение применяемого времени относительно UTC составляет +3:00.

## Население
Динамика численности населения по годам:
| 1987 | 2002 |
| ---- | ---- |
| ≈910 | 801  |

| 2010 |
| ---- |
| 782  |